# Herman François Hesselink van Suchtelen
Herman François Hesselink van Suchtelen (Gorssel, 11 oktober 1852 - Wageningen, 10 mei 1934) was een Nederlands politicus.
Hesselink van Suchtelen was ruim zeventien jaar de liberale afgevaardigde van het district Doetinchem. Hij was al op jonge leeftijd burgemeester van Groenlo; een functie die hij combineerde met de advocatuur. Hij behoorde tot de vooruitstrevende liberalen in de Tweede Kamer. In 1893 werd hij benoemd tot burgemeester van Wageningen, wat hij bijna 30 jaar bleef. Als (oud-)schoolopziener was hij vooral onderwijsspecialist.